# Euphorbia acanthothamnos
Euphorbia acanthothamnos là một loài thực vật có hoa trong họ Đại kích. Loài này được Heldr. & Sart. ex Boiss. mô tả khoa học đầu tiên năm 1859.

## Hình ảnh

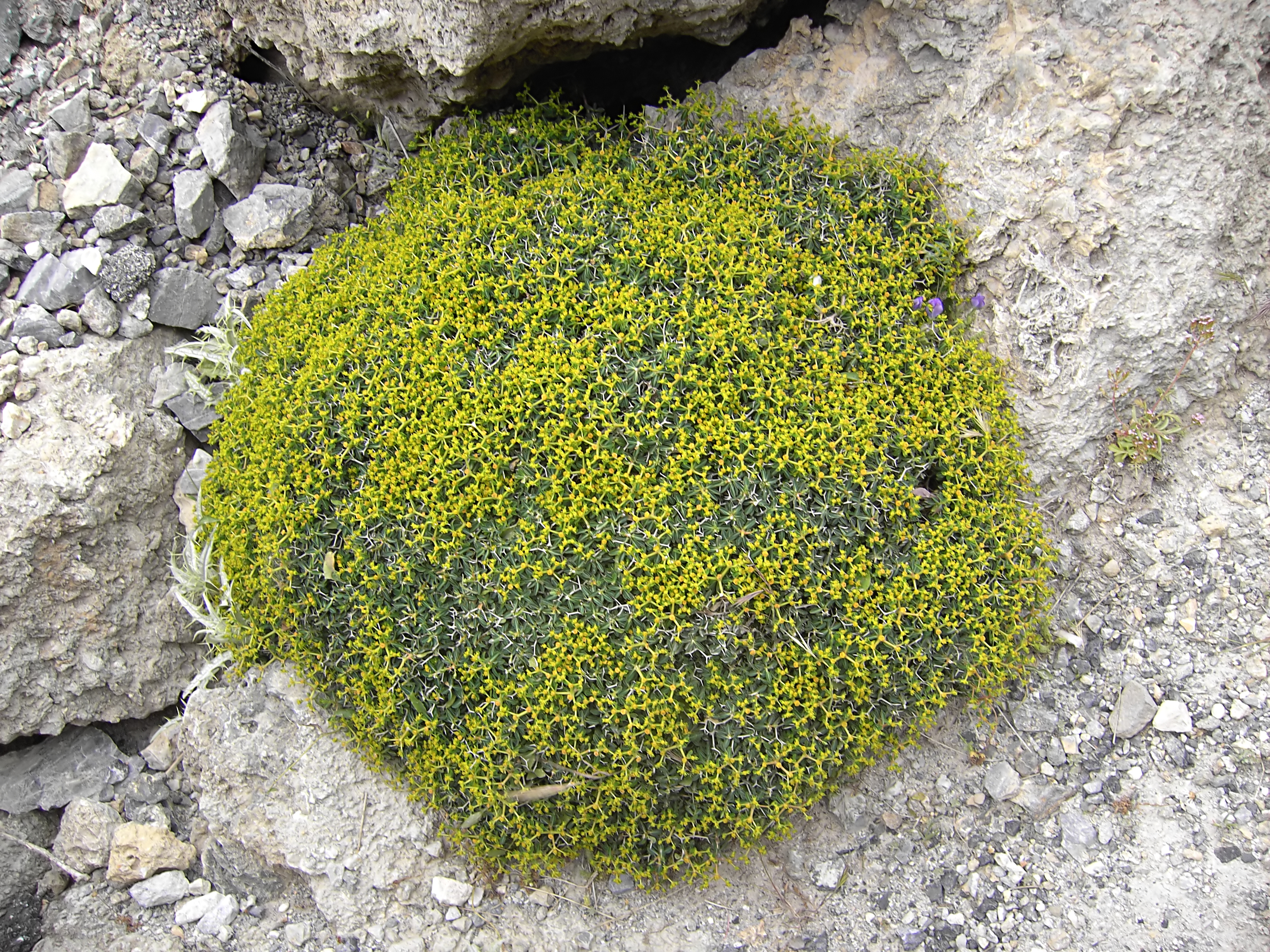
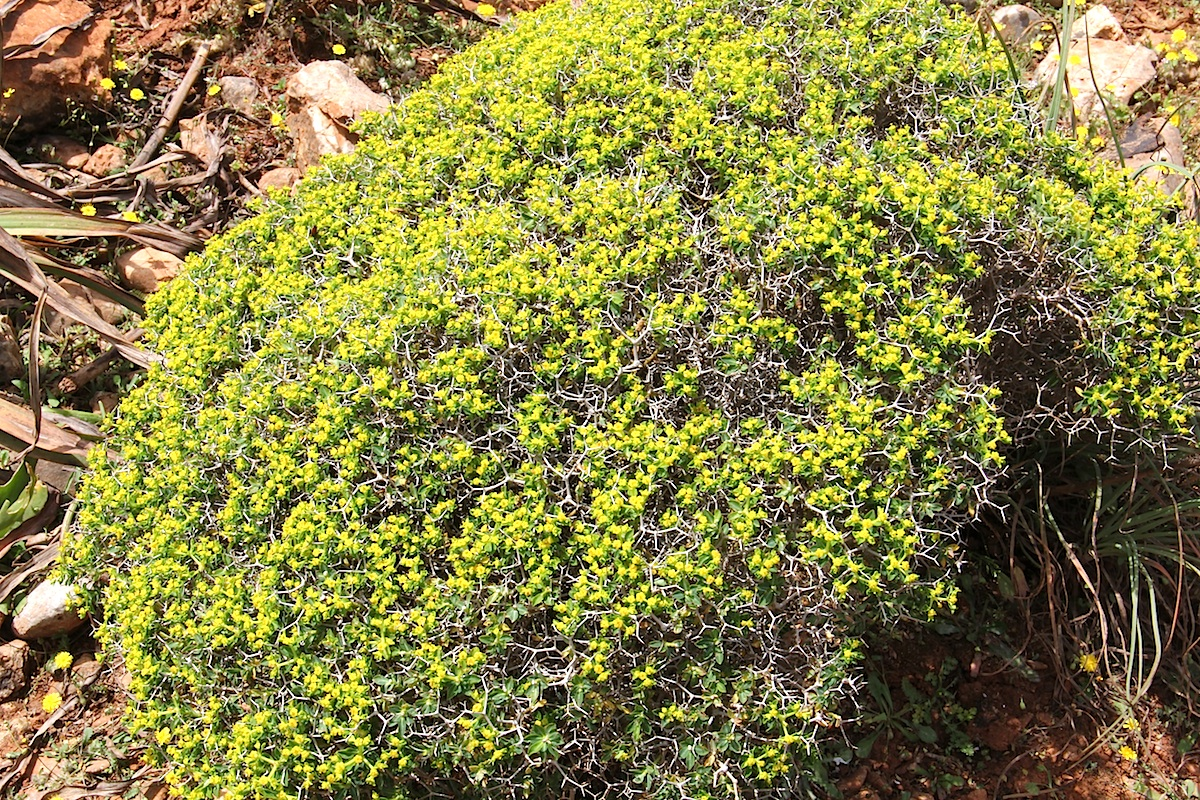
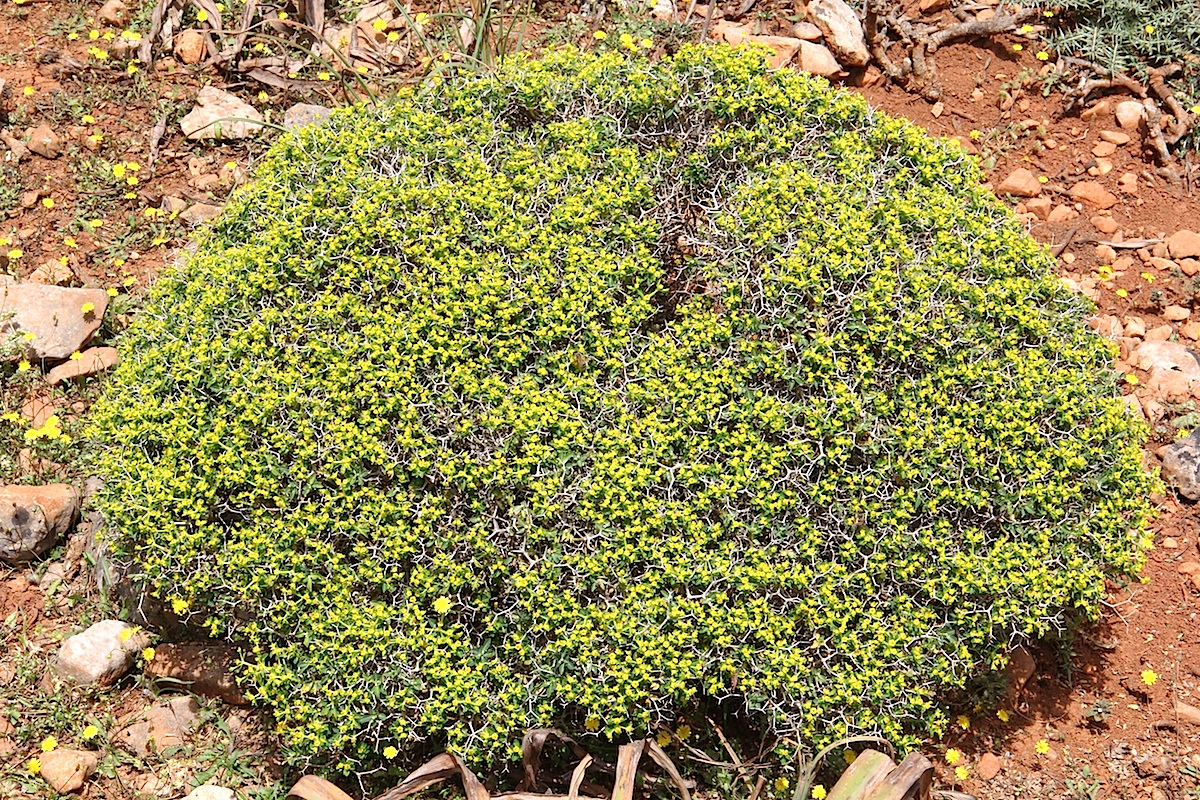
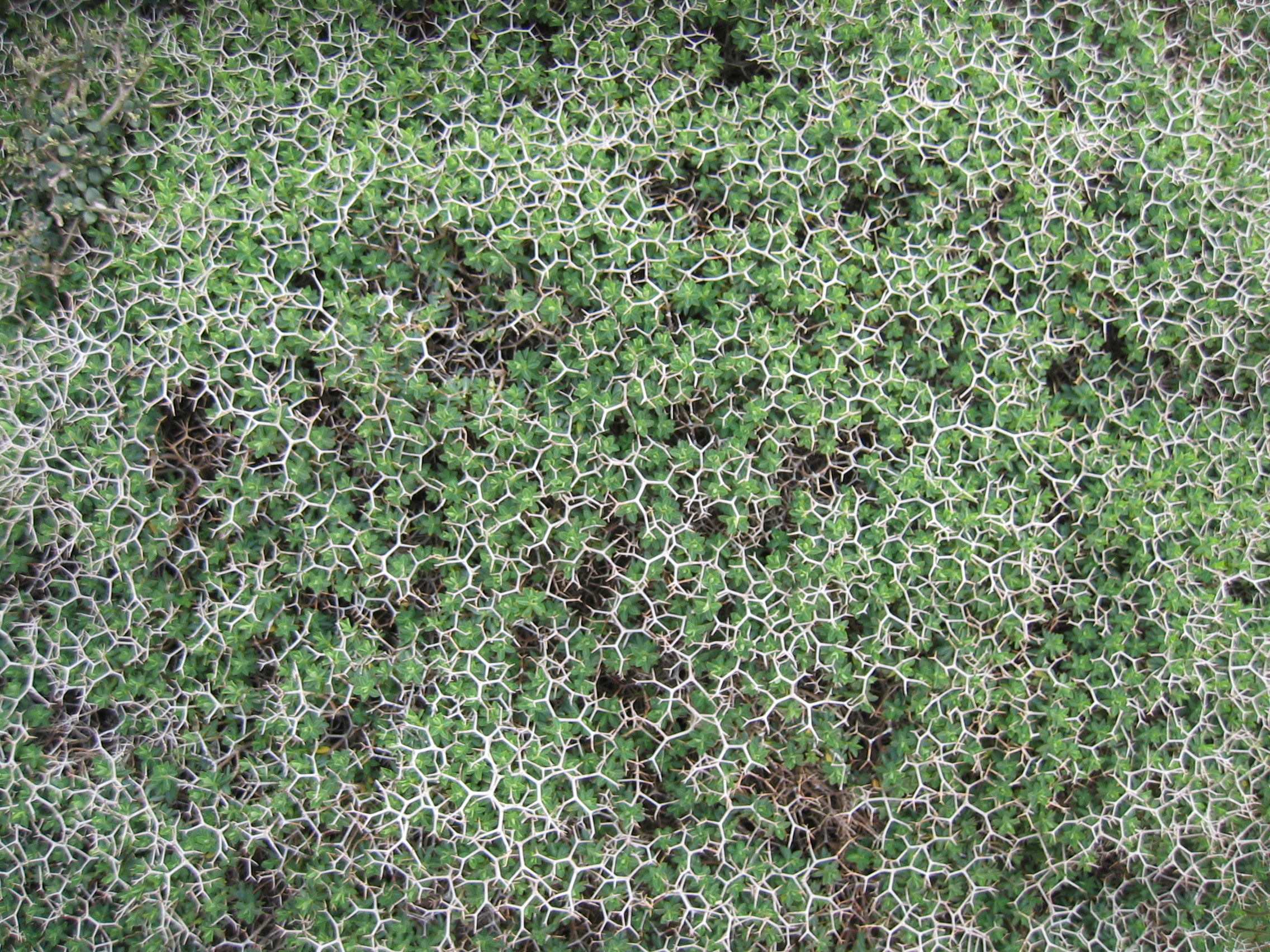